# 古井戸 (映画)
『古井戸』（ふるいど、原題：老井、英題：Old Well）は、1987年の中国映画。呉天明（ウー・ティエンミン）監督。鄭義（チョン・イー）の同名小説の映画化で、鄭義自身が脚本も担当している。
主人公にふさわしい男優が見つからず、呉天明監督が第二カメラマンだった張藝謀（チャン・イーモウ）を主演に抜擢した。
第2回東京国際映画祭で、グランプリ・国際映画批評家賞特別賞・最優秀主演男優賞（張藝謀）を受賞した。

## キャスト
- 孫旺泉（ソン・ワンチュワン）：張藝謀（チャン・イーモウ）
- 趙巧英（チャオ・チィアオイン）：梁玉瑾（リャン・ユイチン）
- 万水爺：牛星麗（ニウ・シンリー）
- 喜鳳：呂麗萍（ルー・リーピン）
- 解衍

## スタッフ
- 監督：呉天明（ウー・ティエンミン）
- 原作・脚本：鄭義（チョン・イー）
- 撮影：陳万才（チェン・ワンツァイ）、張藝謀（チャン・イーモウ）
- 美術：楊鋼（ヤン・ガン）
- 音楽：許友夫（シュイ・ヨウフー）